# Јама џамија
Јама џамија или Софи Мехмед-пашина џамија налази се у бањалучком насељу Српске Топлице (стари назив Горњи Шехер).

## Историја
Јама џамију је саградио Софи Мехмед-паша као први босански намесник са седиштем у Бањој Луци између 1554. и 1555. године, и то је највећа и друга најстарија џамија на подручју Бање Луке.
Комисија за очување националних споменика Босне и Херцеговине донела је 2003. године одлуку о проглашењу историјског подручја Харем џамије (Софи Мехмед-пашине џамије) националним спомеником Босне и Херцеговине.

## Рушење
Миниран је и потпуно срушен 4. јула 1993. године током рата у Босни и Херцеговини.

## Реновирање
Реновирање џамије је завршено (реновација је започета 8. септембра 2001. године).